# أسيل الخريشا
أسيل الخريشا إعلامية أردنية.

## حياتها ومشوارها المهني
ولدت في عمان أنهت دراستها الثانوية في المدرسة الأهلية للبنات، خريجة كلية العلوم السياسية والإدراة في الجامعة الأردنية. تزوجت من السيد هيثم المطارنة عام 2005 ولها منه أربعة أولاد.
توظفت في التلفزيون الأردني عام 1993 في قسم التحرير لنشرات الأخبار 
أول اطلالة لها على كانت على الفضائية الأردنية عام 1994 مع برنامج «ما يطلبه المشاهدون» لتقدم بعد ذلك برامج تعنى بالسباحة والجاليات، ثم «على الهوا سوا»ا مع أيمن الزيود بعدها قدمت برنامج «يسعد صباحك» مع المخرجة فكتوريا عميش في العام 1997و برنامج «فارس العصر» وفر لها نجاحا ورصيدا من المحبة بين المشاهدين 

### أبرز الحوارات
ابرز الحورات التي قدمتها على الشاشة الأردنية كانت مع الأمير خالد الفيصل والإعلامي حمدي قنديل الرئيس المصري محمد حسني مبارك الرئيس اليمني علي عبد الله صالح والراحل الرئيس ياسر عرفات

### عملها في تلفزيون دبي
كانت تشارك في مهرجان دبي للتسوق سنويا من خلال التلفزيون الأردني وقد عرض عليها العمل من خلال ذلك لتقدم برنامج «المرسى» وهو برنامج متنوع كانت ترتدي كل حلقة زي بلد وكذلك «مضافة دبي» وهو برنامج حظي بمشاهدة كبيرة يقدم عادات بلدان العالم واكلاتهم ومواسم الفرح في بلدانهم.وتقول ان غيابها للعمل في مجال الاتصالات الذي دام عامين اضاف لها خبرة جديدة في مجال يتصل بالاعلام والمجتمع ووفر لها فرصة كبيرة للاتصال مع الناس،

### انتقالها إلى شبكة راديو وتلفزيون العرب
قدمت برنامج «عالمها» على قناة art المنوعات ومهرجان جرش على art الموسيقى بالتزامن التلفزيون الأردني

### رجوعها إلى التلفزيون الأردني
عادت إلى الفضائية الأردنية عام 2004 لتقديم برنامج «ليالي رمضان» الذي أعدته مع خلدون شديفات واخراج احمد يوسف وتلاه برنامج مساء الورد وأخرجه شحادة الدرابسة وعام 2006 قدمت برنامج عينك عالغد الذي كانت تطرح فيه اسئلة من صحيفة الغدالأردنية وفي العام 2008 عادت لتقديم البرنامج الذي أطلقها يسعد صباحك في شهر رمضان للعام نفسه قدمت برنامج الفرصة مع طوني خليفة وآخر البرامج التي قدمتها رمضان معنا أحلى عام 2011 والذي أثيرت ضجة إعلامية بسبب التشكيك مصداقيته والجوائز التي كان يتم ربحها وتم إحالة القضية لمكافحة الفساد.